# Rio Negro (América Central)
Rio Negro é um rio localizado no território de Honduras e Nicarágua, na América Central.